# Taylor (Michigan)
Taylor ist eine Stadt in Wayne County, Michigan in den Vereinigten Staaten. Das U.S. Census Bureau hat bei der Volkszählung 2020 eine Einwohnerzahl von 63.409 ermittelt. Taylor lag damit in Michigan an 18. Stelle. Ursprünglich war Taylor ein Township, im Mai 1968 entschieden sich die Bürger jedoch für die Inkorporation als City.
Der Name der Taylor Township geht auf Zachary Taylor zurück, der 1849 als zwölfter Präsident der Vereinigten Staaten vereidigt wurde. Die Township wurde am 16. März 1847 aus der Ecorse Township herausgelöst.

## Geographie
Taylors geographische Koordinaten lauten 42° 14′ N, 83° 16′ W. Nach den Angaben des United States Census Bureaus hat die Stadt eine Gesamtfläche von 61,2 km2, wobei es keine nennenswerten Gewässerflächen gibt. Es gibt allerdings in den Parkanlagen der Stadt sowie auf dem Gelände des Lakes of Tyler Golf Clubs einige kleinere Seen.
Der Ort liegt südlich der Interstate 94 und westlich der Interstate 75, die beide nach Detroit führen, zu dessen Einzugsgebiet die Stadt gehört. Der U.S. Highway 24 führt als Telegraph Road in Nord-Süd-Ausrichtung durch das Stadtgebiet. Eine Bahnstrecke der Norfolk and Western Railway führt am nördlichen Stadtrand entlang.

## Demografische Daten
Zum Zeitpunkt des United States Census 2000 bewohnten Taylor 65.868 Personen. Die Bevölkerungsdichte betrug 1077,2 Personen pro km2. Es gab 25.905 Wohneinheiten, durchschnittlich 423,6 pro km2. Die Bevölkerung Taylors bestand zu 86,13 % aus Weißen, 8,75 % Schwarzen oder African American, 0,68 % Native American, 1,63 % Asian, 0,03 % Pacific Islander, 0,75 % gaben an, anderen Rassen anzugehören und 2,04 % nannten zwei oder mehr Rassen. 3,24 % der Bevölkerung erklärten, Hispanos oder Latinos jeglicher Rasse zu sein.
Die Bewohner Taylors verteilten sich auf 24.776 Haushalte, von denen in 34,9 % Kinder unter 18 Jahren lebten. 48,7 % der Haushalte stellten Verheiratete, 17,4 % hatten einen weiblichen Haushaltsvorstand ohne Ehemann und 28,4 % bildeten keine Familien. 23,1 % der Haushalte bestanden aus Einzelpersonen und in 7,6 % aller Haushalte lebte jemand im Alter von 65 Jahren oder mehr alleine. Die durchschnittliche Haushaltsgröße betrug 2,63 und die durchschnittliche Familiengröße 3,09 Personen.
Die Bevölkerung verteilte sich auf 27,2 % Minderjährige, 9,3 % 18–24-Jährige, 31,0 % 25–44-Jährige, 21,5 % 45–64-Jährige und 11,0 % im Alter von 65 Jahren oder mehr. Das Durchschnittsalter betrug 34 Jahre. Auf jeweils 100 Frauen entfielen 93,2 Männer. Bei den über 18-Jährigen entfielen auf 100 Frauen 89,3 Männer.
Das mittlere Haushaltseinkommen in Taylor betrug 42.944 US-Dollar und das mittlere Familieneinkommen erreichte die Höhe von 48.304 US-Dollar. Das Durchschnittseinkommen der Männer betrug 41.170 US-Dollar, gegenüber US-Dollar bei den Frauen. Das Pro-Kopf-Einkommen belief sich auf 19.638 US-Dollar. 10,8 % der Bevölkerung und 8,9 % der Familien hatten ein Einkommen unterhalb der Armutsgrenze, davon waren 16,3 % der Minderjährigen und 6,5 % der Altersgruppe 65 Jahre und mehr betroffen.

## „Grüne“ Stadt
Im Stadtgebiet existieren mehr als 280 Hektar Gründfläche, darunter ein historisches Dorf, einen Fischteich und Urwälder zwischen dem Heritage Park und dem Wayne County Community College. Neunzehn Jahre in Folge wurde die Stadt als „Tree City USA“ ausgezeichnet. Durch den Sierra Club wurde Taylor als „Cool City“ eingestuft.
Die Stadtverwaltung untersucht die Möglichkeit der Errichtung eines Windparks, um ausreichend Energie zur Versorgung der städtischen Gebäude mit elektrischem Strom zu produzieren. Bürgermeister Cameron G. Priebe war der erste Bürgermeister des Countys, der das U.S. Mayors Climate Protection Agreement unterzeichnete, einer Initiative US-amerikanischer Kommunalpolitiker gegen die globale Erwärmung. Die Kraftfahrzeugflotte der Stadt verwendet als Antrieb auch Wasserstoff, Erdgas und Biokraftstoffe. Der Kohlendioxydausstoß der städtischen Behörden wurde so verringert.
2006 wurde auf dem Gelände der Stadtwerke in Kooperation mit BP eine Tankstelle für Fahrzeuge mit Wasserstoffantrieb eröffnet, die auch von dementsprechenden Fahrzeugen der Nachbarstädte Ann Arbor, der Verwaltung des Wayne County Airports und durch die Ford Motor Company genutzt wird.
Eine Kompostieranlage an der Racho Road erzeugt jährlich mehr als 16.000 m3 hochwertigen Komposts, der an ortsansässige Bürger und Gewerbebetriebe abgegeben wird. Ein gemeinnütziger Garten in der Nähe des Heritage Parks erzeugt landwirtschaftliche Produkte für Bedürftige. Erststraftäter werden zu gemeinnützigen Diensten auf dieser Nutzfläche verurteilt.
Die Verkehrsampeln wurden auf energiesparende LED-Leuchten umgestellt und auf den Verkehr abgestimmt, sodass Treibstoffverbrauch und Schadstoffausstoß verringert werden.

## Verkehr
Auf dem U.S. Highway 24, der als „Telegraph Road“ durch Taylor führt, sind und waren einige innovative Verkehrsknoten aus den 1950er Jahren zu finden. Die Doppeltrompete zur Interstate 94, die 2005 zur Anschlussstelle zurückgebaut wurde und ihren freien Verkehrsfluss verlor ist seither häufig überlastet und der Stau erstreckt sich bis auf die Interstate.

## Religion
In Taylor befindet sich die erste amerikanische Tekke (Derwischkloster) des moslemischen Sufiordens der Bektaschi. Es wurde von Oberhaupt Baba Rexheb hier 1954 gegründet, nachdem der Orden sein Weltzentrum vom albanischen Tirana, aufgrund der damaligen kommunistischen Diktatur, nach Detroit verlegen musste.